# HMS Bedford (1901)
El HMS Bedford fue uno de los 10 cruceros acorazados de la clase Monmouth construidos para la Marina Real británica en la primera década del siglo XX. Fue asignado al 1er Escuadrón de Cruceros de la Flota del Canal tras su finalización en 1903 antes de ser reducido brevemente a la reserva en 1906. Al año siguiente volvió a entrar en servicio en la Estación de China y encalló en 1910. Sus restos se vendieron como chatarra ese mismo año tras ser parcialmente rescatados.

## Hundimiento
El 20 de agosto de 1910, cuatro cruceros blindados de la Estación de China, bajo el mando del vicealmirante Alfred Winsloe a bordo del HMS Minotaur, partieron de Wei-Hai-Wei con destino a Nagasaki, Japón. Winsloe ordenó a sus barcos que realizaran pruebas de maquinaria en ruta, inicialmente a máxima potencia antes de reducirla a tres quintos de potencia. Cuando los barcos rodearon la punta de la península de Shandong y entraron en el Mar Amarillo en dirección sureste, el Bedford lideraba a los cruceros por al menos 5 millas náuticas (9,3 km; 5,8 millas) y cada barco navegaba de forma independiente. El clima estaba brumoso y lluvioso con vientos en contra de fuerza 3 a 5; había luna llena con marea primavera . Uno de los otros cruceros, Kent, comprobó su navegación cuando vio la isla Ross a las 05:00 de la mañana siguiente y descubrió que estaba a 11 millas náuticas (20 km; 13 millas) al norte y 1 milla náutica (1,9 km; 1,2 millas) al norte. al este de su posición estimada. La densa capa de nubes había impedido que los cuatro barcos utilizaran la navegación celeste para fijar su posición con certeza; Kent fue el único que divisó un punto de referencia con suficiente claridad como para determinar su posición.
El HMS Bedford obtuvo una observación parcial de la estrella a las 04:15, pero la tripulación del puente se distrajo al detectar tierra a babor sólo siete minutos después y no hizo los cálculos hasta más tarde. El navegante fue llamado al puente y supuso que se trataba de Loney Bluff en el lado suroeste de la isla de Jeju en el Mar de China Oriental. No había nada más visible hacia el este y la posición estaba a 3 millas náuticas (5,6 km; 3,5 millas) de la posición estimada del barco. La observación estelar finalmente se resolvió a las 04:35 y dio una posición a unas 30 millas náuticas (56 km; 35 millas) al norte de la posición de estima , aunque no pudo ser confirmada. A las 04:40 se avistó tierra por delante del buque y el navegante ordenó girar a estribor para invertir el rumbo a las 04:47. Aproximadamente 10 segundos después de comenzar el giro, se vio una roca en la proa de estribor e intentó revertir su giro, pero el Bedford encalló en Samarang Reef, a unas 24,7 millas náuticas (45,7 km; 28,4 millas) al norte y 8 millas náuticas (15 km; 9,2 mi) al oeste de su posición estimada.
El impacto hizo saltar las uniones entre las placas en el lado de estribor de la proa, abrió un agujero de unos 30 por 20 pies (9,1 por 6,1 m) que inundó la sala de calderas delantera, matando a 18 de los 19 tripulantes que estaban de servicio allí, y desgarró a otros 6 por Agujero de 4 pies (1,8 por 1,2 m) en el costado de la sala de calderas. Minotauro estaba a unas 6 millas náuticas (11 km; 6,9 millas) detrás de Bedford y pudo leer sus señales a las 04:55. Winsloe ordenó al Kent que continuara hacia Nagasaki para actuar como relevo de radio mientras solicitaba ayuda del Ministerio de Marina japonés bajo los términos de la Alianza Anglo-Japonesa. Los barcos de salvamento fueron enviados a la mañana siguiente, pero tuvieron que regresar a puerto debido al mal tiempo. Mientras tanto, Winsloe inspeccionó el barco y decidió llevar a su tripulación a la luz del deterioro del tiempo. Minotaur y el crucero Monmouth subieron hombres a bordo la mañana del 22 para ver qué se podía salvar, pero fueron retirados al mediodía cuando el tiempo seguía empeorando y Kent transmitió por radio noticias de un tifón en camino. Winsloe abordó nuevamente el Bedford la mañana del día 23 y lo encontró parcialmente inundado y con olas rompiendo sobre su alcázar . Cuando el tiempo empezó a mejorar, ordenó que se rescataran los cañones de la cubierta superior y su equipo, a pesar del agua que les llegaba hasta la cintura. Ese día, los marineros pudieron recuperar nueve cañones de 12 libras, la radio del barco, reflectores y miras.
Los barcos de salvamento japoneses llegaron el 24 de agosto y comenzaron a retirar más equipos y armas y un arquitecto naval de la Royal Navy llegó dos días después para evaluar la posibilidad de reflotar el Bedford. Concluyó que era posible si continuaba el buen tiempo, pero sería muy caro y no recomendó hacerlo. Winsloe decidió continuar rescatando el equipo del naufragio, aunque los japoneses regresaron a casa el día 27, pero se vieron obligados a abandonarlo el 31 de agosto cuando otro tifón se acercaba al lugar del naufragio. Para entonces, los británicos y los japoneses habían rescatado 14 cañones de seis pulgadas, 13 torpedos y mucho equipo de artillería y control de fuego, además de los elementos retirados anteriormente. Winsloe contrató a Mitsubishi para rescatar los restos del naufragio el 20 de agosto, pero solo pudieron trabajar siete días hasta el 14 de octubre. Los restos del naufragio se vendieron más tarde en una subasta en Hong Kong después de que la subasta inicial no cumpliera con la reserva de 5.000 libras esterlinas.
Posteriormente , el capitán de Bedford, el capitán Edward Fitzherbert, y el navegante, el teniente Dixie, fueron sometidos a consejo de guerra. Aunque Dixie había tenido en cuenta la proa del mar y el viento en su cálculo, no tuvo en cuenta las corrientes ni las mareas, esperando que se cancelaran. Ambos fueron declarados culpables de "permitir que el barco quedara varado" y Dixie fue declarada inocente del cargo de negligencia, mientras que Fitzherbert fue declarado culpable. Ambos fueron condenados a ser "despedidos de su barco" y severamente amonestados. Más tarde, Fitzherbert se retiró como vicealmirante, mientras que Dixie se convirtió en instructora de navegación.